# Aricia panalbolimbata
Aricia panalbolimbata är en fjärilsart som beskrevs av Høgh-guldberg 1963. Aricia panalbolimbata ingår i släktet Aricia och familjen juvelvingar. Inga underarter finns listade i Catalogue of Life.